# Palacio del marqués de la Motilla (Sevilla)
El palacio del marqués de la Motilla aparece en pleno centro histórico de Sevilla como si de una construcción medieval se tratara, en la confluencia de la calle Laraña con calle Cuna en el Casco Antiguo. El proyecto fue realizado entre 1921 y 1924 y fue finalizado en 1931. El inmueble que era propiedad del marqués de Valencina y de la Motilla fue adquirido por un empresario cordobés en 2022.

## Historia
Su construcción vino obligada por la necesidad de levantar una nueva fachada a la calle Laraña, afectada por la operación de ensanche a que fue sometida a principios del siglo XX.
Se trata de un proyecto realizado entre los años 1921 a 1924, cuyas obras se realizaron muy lentamente motivado por los problemas surgidos por el propio ensanche y quedó acabado en 1931.
En plena época historicista su propietario, el marqués de la Motilla, contrató a dos importantes arquitectos para llevar a cabo su obra, de claro carácter medieval: por un lado trabaja su creador, el arquitecto Gino Coppedè, a quien se le encargó el diseño del edificio, y por otro Vicente Traver, a quien le correspondió la dirección técnica de la obra.

## Palacio
Surge así una edificación de clara inspiración florentina que presenta una fachada de corte italiano-medieval que difícilmente deja indiferente a quien pasa junto a ella. Su elemento principal es su torre-mirador, realizada en ladrillo, que, con planta rectangular y unos veinticinco metros de altura aparece coronada por unas potentes almenas, que en su conjunto recuerda a la del Palacio Vecchio de Florencia, en la que se inspiró su autor.

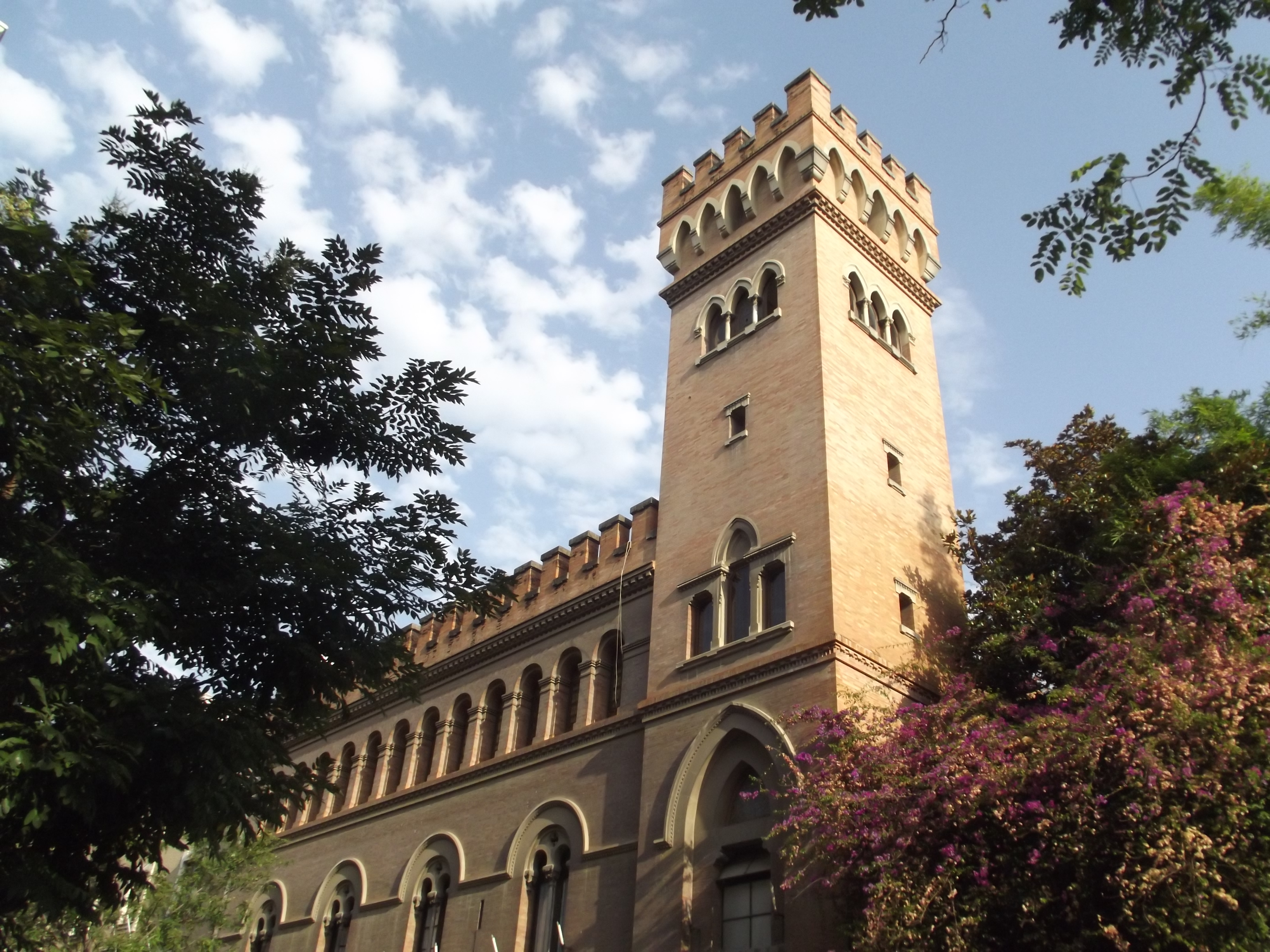
Vista del inmueble

Otros elementos afines imprimen carácter a la torre, como son el menudo dentado del voladizo superior bajo las almenas o las series de arcos neogóticos de sus ventanas enlazadas con finas columnillas, que le confieren un aspecto de auténtico castillo urbano.
El resto de la fachada a la calle Laraña también participa del almenado superior, al igual que la torre, y presenta bajo él una bella galería de arcos de medio punto que le da aspecto de claustro medieval.
Pero esta fachada no fue la única que fue tratada durante esta intervención, ya que la que presenta a la calle Cuna, donde existe un cuerpo de estilo regionalista dominado por un bello mirador, también fue modificada, creándose además entre ellas un muro en ángulo, igualmente de inspiración goticista, para enlazar ambos cuerpos.
Este muro se abre al exterior mediante una sucesión de huecos de arcos apuntados, y en el ángulo cuenta con un gran balcón volado sobre ménsulas con antepecho en piedra calado. Tras él se crea un patio-jardín, dando lugar así a una singular fachada en esquina, tanto por su poca altura como por su uso poco convencional, que hace resaltar aún más la visión de la alta torre de corte medieval.